# Lendvarózsavölgy
Lendvarózsavölgy (korábban Ganicsa, szlovénül: Gančani) falu Szlovéniában, a Muravidéken. Közigazgatásilag Belatinchez tartozik.

## Fekvése
Muraszombattól 10 km-re délkeletre, Belatinctől 3 km-re északra a Lendva jobb partján fekszik.

## Története
A régészeti leletek tanúsága szerint területén már az újkőkorszak éltek emberek. Ezt bizonyítják az talált kőbalta és cseréptöredékek. A bronzkorból egy település maradványai, főként szintén cseréptöredékek kerültek elő. A római korból több halomsír és római út maradványai láthatók a falu határában.
A település első írásos említése 1398-ból való "Poss. Ganicza" néven, ekkor Nemti (ma Lenti) várának része volt. 1411-ben "Gancha", 1428-ban "Kanycha", 1481-ben "Ganycza" alakban szerepel a korabeli forrásokban.
A 15.-17. században a belatinci uradalom része volt, s a Bánffy család birtokolta. A Bánffyakat követték a Csákyak, akik alig egy évszázadig voltak a falu birtokosai, végül a 19. században a Gyika család kezében volt az uradalom. A falut korábban többször elárasztotta a Lendva vize, ezért eredeti helyéről délebbre, a mai helyére települt.
Vályi András szerint "GANICSA. vagy Ganitzani. Horvát falu Szala Vármegyében, földes Ura Gróf Csáky Uraság, lakosai katolikusok, fekszik Belatintzhoz nem meszsze, ’s ennek filiája. Határja gazdag, vagyonnyai nevezetesek, tulajdonságaira nézve hasonlít Bratontzhoz, első Osztálybéli."
Fényes Elek szerint "Ganicsa, vindus-tót falu, Zala vmegyében, 699 kath. lak. F. u. Gyika. Ut. p. A. Lendva."
Az 1910. évi népszámlálás szerint 1069, többségben szlovén lakosa volt, jelentős magyar kisebbséggel. Zala vármegye Alsólendvai járásához tartozott. 1920-ban a trianoni békeszerződés értelmében a Szerb–Horvát–Szlovén Királyság kapta meg. 1941-ben ismét magyar fennhatóság alá került, 1945-ben Jugoszlávia visszakapta. 1991 óta a független Szlovénia része. 2002-ben 996 lakosa volt.

## Nevezetességei
- A Jézus Szíve kápolna 1908-ban  épült.
- Római kori halomsírok.
- Római út maradványai.
- Rézkori település.
- Bronzkori település.
- Kulturális emlék az 1901-ben épített Jerebic-ház.

## Híres emberek
- A falu szülötte Sziszeki Márk író
- 1873-től 1898-ig itt volt tanító Luttár Miklós író